# Sesshō
Sesshō (jap. kanji 摂政) je bio naslov koji je nosio japanski regent. Ovaj je regent pomagao japanskom caru prije njegovog odrastanja ili japanskoj carici.
Vrlo je sličan naslov kampakua. Oba ova nositelja se na japanskom jeziku skupno nazivalo sekkan (摂関), a obitelji koje su isključivo držale te naslove nosile su naslov sekkan-ke odnosno sekkanske obitelji. Sessho i kampaku su se vrlo malo razlikovali. Nekolicina je pojedinaca jedino promijenila naslove kad bi carevi postali odraslima ili kad bi se odrasli carevi umirovili ili umrli te kad bi ih zamijenila njihova djeca na mjestu careva.
Za vrijeme Heiana, oni su zapravo bili vladarima Japana. Nakon ovog razdoblja šoguni su preuzeli vlast.

## Povijest
U starim su vremenima samo članovi japanske carske obitelji mogli nositi naslov sesshōa. Kroničar koji je pisao kroniku Kojiki zabilježio je da je caru Ōjinu pomagala mati, carica Jingū, no to nije pouzdano. Prvi zabilježeni povijesni sesshō bio je carević Shōtoku koji je pomagao carici Suiko.
Klan Fujiwara je bio prvim nositeljem naslova kampakua i sesshōa a koji nije bio iz carske obitelji. Točnije, te su naslove držali pripadnici sjevernog ogranka t.j. ogranka Hokkea i njihovi potomci, kojima je pripadao Fujiwara no Yoshifusa, prvi koji je ponio naslov sesshōa a nije bio iz carske obitelji.